# Oxuderces
Az Oxuderces a csontos halak (Osteichthyes) főosztályának a sugarasúszójú halak (Actinopterygii) osztályába, ezen belül a sügéralakúak (Perciformes) rendjébe, a gébfélék (Gobiidae) családjába és az iszapugró gébek (Oxudercinae) alcsaládjába tartozó nem.

## Előfordulásuk
Az Oxuderces-fajok a Csendes-óceán nyugati részének a partvidékein találhatók meg; az Oxuderces dentatus az Indiai-óceán egyes tengerpartján is fellelhető. E fajok Indiától kezdve egészen Ausztrália északi részéig több folyótorkolatban is megfigyelhetőek.
Halászati értékük nincs, vagy nagyon csekély.

## Megjelenésük
E fajok átlaghossza 10 centiméter körül van. Mindkét fajnak a tarkótájéka kisebb-nagyobb mértékben pikkelyezett.

## Életmódjuk
Trópusi iszapugró gébek, amelyek egyaránt megtalálhatóak az édes, sós- és brakkvizekben is. A folyótorkolatok iszapos és homokos partjain élnek. A levegőből veszik ki az oxigént.

## Rendszerezés
A nembe az alábbi 2 faj tartozik:
- Oxuderces dentatus Eydoux & Souleyet, 1850 - típusfaj
- Oxuderces wirzi (Koumans, 1937)